# Грузино-абхазский конфликт
Грузи́но-абха́зский конфли́кт — одно из проявлений межэтнических противоречий в Кавказском регионе, обострившихся в конце 1980-х годов в связи с ростом нестабильности и ослаблением центральной власти в СССР. В начале августа 1992 года напряжённость между руководством Грузии, получившей независимость в результате распада Советского Союза, и руководством Абхазии (в советский период — автономная республика в составе Грузии), стремившимся к собственной независимости от Грузии, вылилась в открытый вооружённый конфликт, в результате которого абхазские силы в сентябре 1993 года установили контроль практически над всей территорией Абхазии, а всё грузинское население Абхазии, спасаясь от боевых действий, было изгнано из своих домов.
В мае 1994 года было подписано соглашение о перемирии, формально положившее конец тринадцатимесячной войне 1992—93 гг. Это соглашение, однако, не позволило вернуть мир и стабильность в регион и устранить вражду и недоверие между двумя народами.
Попытки политического урегулирования последствий конфликта предпринимались в 1993—2008 гг. под эгидой ООН и в рамках СНГ. По состоянию на 2011 год, около 47 тысяч внутренне перемещённых лиц — жителей Гальского района Абхазии — смогли вернуться в родные места, однако процесс возвращения происходил стихийно, без предоставления международных гарантий безопасности и свободного доступа к целому ряду гражданских и политических прав. Среди ключевых проблем, которые до сих пор не нашли решения, — принятие сторонами обязательства о неприменении силы и предоставление гарантий безопасности, вопрос о политическом (международно-правовом) статусе Абхазии, обеспечение права на безопасное и достойное возвращение на территорию Абхазии для ещё 200 тысяч беженцев и внутренне перемещённых лиц, обеспечение прав вернувшегося грузинского населения Гальского района, включая свободу передвижения и доступ к образованию на родном языке.
Признание Россией самостоятельности Абхазии после войны в августе 2008 года привело к фактическому разрушению переговорных процессов и механизмов постконфликтного урегулирования, действовавших с 1994 года, — были прекращены мандаты Миссии ООН по наблюдению в Грузии и Коллективных сил СНГ по поддержанию мира. Российских миротворцев сменили российские пограничники и военные базы.
С точки зрения международного права, Абхазия остаётся непризнанным государством, и практически всё международное сообщество продолжает рассматривать Абхазию как часть Грузии. Абхазия, где все необходимые государственные институты власти и управления были созданы ещё в середине 1990-х годов, в силу неурегулированности международно-правового статуса находится в глубокой финансово-экономической, военной и политической зависимости от Российской Федерации. Большинство населения Абхазии имеет российские паспорта (с 2000 года Россия стала активно предлагать жителям Абхазии своё гражданство и выдавать заграничные российские паспорта). По некоторым оценкам, уже к 2006 году такие паспорта получили более 80 % жителей.

## Абхазия в составе Российской империи

### Присоединение Абхазии к Российской империи
Попытка политического сближения Абхазии с Российской империей была впервые предпринята Келеш Ахмед-беем в 1806 году, вскоре после того как владетель соседнего Мегрельского княжества в 1803 году «принёс присягу на подданство» России. Однако во время последующей войны с Турцией, Ахмед-бей был убит подстрекаемым турками своим сыном Аслан-беем в 1808 году, и турецкая ориентация в Абхазии возобладала. Междоусобная война между сторонниками Аслан-бея и его братом Сафар Али-беем, опиравшимся на поддержку мегрельских владетелей, была использована Россией для военного вмешательства на стороне Сафар Али-бея под предлогом защиты мегрельских границ. В 1809 году Сафар Али-беем были подписаны «всеподданнейшие просительные пункты», в которых он отдавал себя и «всё находящееся в Абхазии в наследственное подданство … монарха всероссийского». Но только в июле 1810 года, после того как Сухум-кале (Сухум) был взят штурмом русскими войсками и Аслан-бей был смещён, Сафар Али-бей официально вступил в правление Абхазией. При этом его власть распространялась на небольшую территорию. Административный центр Сухум-кале, разрушенный и обезлюдевший, был воссоздан как военная база для организации военных экспедиций против остальных частей Абхазии, остававшихся де-факто независимыми и управляемыми местной знатью. Вопрос о владении Абхазией окончательно решился в ходе Русско-турецкой войны 1828—1829, и Крымской войны 1853—1856, но только с окончанием Кавказской войны в 1864 году Россия установила полный контроль над её территорией.

### Сухумский военный отдел
Как только Абхазия утратила своё стратегическое значение «буферной зоны» для борьбы с горцами, в том же 1864 году Россия ликвидировала власть правящей династии Чачба (Шервашидзе).
Недовольство абхазов новой властью привело к восстаниям 1866 и 1877 годах, после жесткого подавления которых большая часть мусульманского населения (по некоторым оценкам до 60 %), под давлением как российских, так и турецких властей, была вывезена в Турцию, а на освободившиеся территории были приглашены христианские переселенцы (армяне, грузины, русские). Оставшиеся абхазы, если они не приняли христианство, объявлялись «беженцами», лишёнными права селиться в прибрежной зоне В результате в 1881 году в пределах Российской империи насчитывалось только 20 000 абхазов, большинство которых проживало в гористой части, в то время как самые богатые и плодородные территории вдоль побережья оказались незаселёнными.
В сложившейся ситуации грузинская интеллигенция с энтузиазмом обсуждала возможность колонизации «пустующих земель».
Так, например, выдающийся грузинский публицист Яков Гогебашвили писал в своей программной статье 1877 года: «Переселение это, без всякого сомнения, не временное, а безвозвратное. Абхазия никогда больше не увидит своих сыновей», отмечая что «… теснота и недостаток земли в Мегрелии … делают весьма желательным для многих мегрельцев переселение в Абхазию». Другие источники также отмечают, что начало процесса заселения территории Абхазии жителями Мегрелии имело большой успех.

### Переподчинение в состав Кутаисской губернии
В 1883 году Сухумский военный отдел был преобразован в Сухумский округ, подчинённый Кутаисской губернии. Перенос контроля в Кутаиси привел к образованию официального канала, открывающего широкие возможности беспрепятственной миграции из Гурии, Картли, Мегрелии и других областей Грузии. Миграцию поощряла и Россия, проводившая политику замещения непокорных народов более управляемым и лояльным ей населением.
Наибольшие изменения в соотношении между грузинами и абхазами произошли в это время на побережье, а также в восточных районах Абхазии — Самурзакане и Кодорском ущелье. Самурзакано издревле представлял собой район соперничества Абхазского и Мегрельского  княжеств, переходя под контроль той или другой стороны. Изменения этнического баланса происходили в основном в форме того, какой язык — абхазский или мегральский использовался как средство межнационального общения, в виде смешанных браков, и в постепенной миграции населения.
В то же время, в пограничной части Самурзакано уже в это время существовали как абхазские так и мегрельские сёла.
Благодаря преобладанию христианского населения, Самурзакано оказался меньше всего затронут мухаджирством, однако и процесс мегрельской ассимиляции там начался раньше и носил более глубокий характер.
Напротив, район Кодорского ущелья, населённый наиболее закрытым и военизированным абхазским обществом «Дал», оказал упорное сопротивление во время Кавказской войны, поэтому его население было поголовно выселено в Турцию. Небольшое число абхазов проживали в селе Лата, в нижней зоне Кодорского ущелья.
Так, по статистике 1897 года, население округа состояло из абхазцев и самурзаканцев (86 %), мингрельцев (5,5 %), греков (3,5 %), армян (1,5 %), русских (ок. 2 %), грузин (около 1 %), немцев и проч. Огромное большинство (91 %) — православное, но значительная часть абхазцев, по своим верованиям, представляющим смесь мусульманских и христианских обрядов с грубыми суевериями и фетишизмом, являлись скорее язычниками, чем христианами или даже мусульманами.

## Последствия революции в Российской империи
С 1918 по 1921 год Абхазия входила в состав Грузинской Демократической Республики. РСФСР признала Абхазию (Сухумский округ) частью Грузии по мирному договору от 7 мая 1920 года, где было указано, что «государственная граница между Грузией и Россией проходит от Чёрного моря по реке Псоу до горы Ахахча» (современная граница между Россией и Абхазией).

## Политический статус Абхазии и межнациональные противоречия в советский период

### Первые годы советской власти
4 марта 1921 года в Абхазии была установлена советская власть. 28 марта в Батуми на совещании представителей Кавбюро ЦК РКП(б), представителей Грузии и Абхазии было принято решение о признании Абхазии независимой социалистической советской республикой. В мае ревком Грузии издал декларацию о независимости Социалистической Советской Республики Абхазия, и 16 декабря 1921 года на основе Союзного договора между ССР Грузии и ССР Абхазии Абхазия вошла в состав Грузинской ССР. В составе Грузинской ССР Абхазия в 1922 году вошла в Закавказскую Социалистическую Федеративную Советскую Республику, а затем в состав СССР.

### Сталинский период
С конца 1920-х годов в СССР начался процесс жёсткой централизации власти, сопровождавшийся сужением прав национальных республик и автономных образований. В результате реформы административно-территориального деления СССР 1930—1939 гг. Социалистическая Советская Республика Абхазия 19 февраля 1931 года была преобразована в автономную республику в составе ГССР. Позже была упразднена также Закавказская Федерация, а Азербайджанская ССР, Армянская ССР и Грузинская ССР вошли в состав СССР как самостоятельные союзные республики. В соответствии с положениями Конституций 1936 года и 1977 года, автономные образования являлись неотъемлемыми частями союзных республик и не имели права выхода из состава союзной республики.
В 1931 году в селе Дурипш состоялся многодневный общенациональный абхазский сход, выразивший недоверие советской власти и выступивший против вхождения в Грузию и против массовой и принудительной организации колхозов.
В рамках проводимой в СССР политики коллективизации и индустриализации на территории ССР Абхазия шло интенсивное строительство промышленных предприятий (ГРЭС, угольные шахты в Ткварчели, Бзыбский лесной комбинат, Ингурская бумажная фабрика и др.), велось осушение болот, расширялись площади сельскохозяйственных угодий. Постановлением ЦК ВКП(б) от 31 октября 1931 г. «О задачах партийных организаций Закавказья» предусматривался дальнейший подъём колхозного строительства, расширение мелиоративных работ, увеличение площадей под цитрусы, виноградники, плодовые культуры, а также особое внимание обращалось на расширение чайного хозяйства и организацию специализированных совхозов. Для реализации этой программы требовались специалисты и рабочие руки, что привело к масштабной миграции, в первую очередь с территории коренной Грузии. При этом властями ГССР осуществлялась и целенаправленная грузинизация Абхазии. Грузины подселялись в абхазские села, а также заселяли греческие сёла, освободившиеся после депортации греков из Абхазии в 1949 году. Абхазский язык (вплоть до 1950 года) был исключён из программы средней школы и заменён обязательным изучением грузинского языка, абхазская письменность была переведена на грузинскую графическую основу (в 1954 году — на кириллицу).

### Постсталинский период
В более позднее советское время развитие инфраструктуры Абхазии и повышение её роли как всесоюзной здравницы способствовали продолжению миграционных тенденций. Как следствие, удельный вес абхазов в населении республики продолжал снижаться и к началу 1990-х годов составлял 17 %. В результате, несмотря на некоторые меры, направленные на поддержку статуса коренного населения, межнациональная напряжённость в Абхазии продолжала усиливаться. Массовые выступления абхазского населения с требованием вывода Абхазии из состава Грузинской ССР состоялись в апреле 1957 года, в апреле 1967 года и — самые крупные — в мае и сентябре 1978 года

### Перестройка
Серьёзное обострение грузино-абхазских отношений произошло в конце 1980-х годов. 18 марта 1989 года в селе Лыхны состоялся 30-тысячный сход абхазского народа, где было выдвинуто предложение о выходе Абхазии из состава Грузии и восстановлении её в статусе союзной республики. Через несколько месяцев, 15—16 июля 1989 года, в Сухуми произошли кровавые столкновения между грузинами и абхазами, в ходе которых погибло 16 человек. Руководство республики в тот период сумело урегулировать конфликт, и произошедшее осталось без серьёзных последствий. Позднее стабилизировали ситуацию и значительные уступки требованиям абхазского руководства, сделанные в период пребывания у власти Звиада Гамсахурдиа.
Новое обострение обстановки в Абхазии произошло в связи с объявлением грузинскими властями об отмене Конституции Грузинской ССР 1978 года и восстановлении действия конституции Грузинской Демократической Республики 1918 года, которая провозглашала Грузию унитарным государством и исключала существование территориальных автономий. В Абхазии это было воспринято как начало курса на полную ассимиляцию немногочисленного абхазского этноса, который к этому времени составлял меньшинство населения Абхазской АССР.
25 августа 1990 года Верховный Совет Абхазии принял Декларацию о суверенитете Абхазской АССР. Это привело к расколу между депутатами-абхазами и грузинской фракцией Верховного Совета, выступившей против Декларации.

### «Война законов»
В ноябре 1990 года председателем Верховного Совета Грузии стал радикальный националист Звиад Гамсахурдиа, под руководством которого республика взяла курс на окончательное отделение от СССР. Грузия отказалась участвовать в состоявшемся 17 марта 1991 года референдуме о сохранении СССР. В Абхазии, однако, этот референдум состоялся, и в нём приняли участие 52,3 % избирателей (практически всё негрузинское население), 98,6 % которых проголосовали за сохранение СССР. 31 марта 1991 года в Грузии был проведён референдум о восстановлении независимости, который, в свою очередь, был бойкотирован негрузинским населением Абхазии. Подавляющее большинство участвовавших в референдуме проголосовали за независимость Грузии, и через несколько дней, 9 апреля, Верховный Совет Грузии принял декларацию о независимости. Ещё через пять дней Гамсахурдиа был избран президентом.
В преддверии распада СССР, 25 сентября 1991 года, состоялись выборы в ВС Абхазии, был сформирован депутатский корпус на квотной основе: 28 мест у абхазов, 26 у грузин, 11 у представителей других этнических групп.

## Вооружённый конфликт (1992—1993)
В начале февраля 1992 года политическая напряжённость в Абхазии обострилась в связи с тем, что под предлогом борьбы со сторонниками свергнутого месяцем ранее президента Звиада Гамсахурдиа в Абхазию вошли подразделения Национальной гвардии Грузии. Наивысшей точки нараставшие противоречия между абхазской и грузинской фракциями ВС достигли 5 мая 1992 года, когда грузинская фракция покинула заседание. В полном составе этот парламент больше не собирался.
С июня 1992 года в Абхазии начался процесс создания вооружённых формирований: полка внутренних войск Абхазии и местных грузинских подразделений.
23 июля ВС Абхазии принял постановление о прекращении действия Конституции Абхазской АССР 1978 года и о восстановлении действия Конституции ССР Абхазии 1925 года, фиксировавшей договорные отношения Абхазии и Грузии. Это решение не было признано центральным руководством Грузии.
В августе 1992 года политическое противостояние между Верховным Советом Абхазии и руководством Грузии переросло в военные действия с применением авиации, артиллерии и других видов оружия. Поводом для этого стал ввод на территорию Абхазии сил Национальной гвардии Грузии под предлогом освобождения захваченного звиадистами и удерживавшегося на территории Абхазии вице‑премьера Грузии А. Кавсадзе, охраны коммуникаций (в первую очередь, железной дороги) и других важных объектов. В результате ожесточённых боевых действий около 200 человек погибли и сотни людей были ранены. Абхазское руководство покинуло столицу Абхазии — Сухуми — и перебралось на запад, в Гудаутский район. В конце августа, однако, грузинское наступление было остановлено, и 3 сентября 1992 года в Москве при посредничестве российского руководства было подписано соглашение о прекращении огня. Соглашением предусматривалось сохранение территориальной целостности Республики Грузия, разоружение незаконных вооружённых формирований, сокращение вооружённых сил и обмен пленными. Прекращение огня вступило в силу 5 сентября 1992 года, но уже 1 октября оно было сорвано, и абхазские силы при поддержке добровольцев с Северного Кавказа, перейдя в контрнаступление, заняли Гагру, установили контроль над стратегически важной территорией, прилегающей к российской границе, наладили линии снабжения с поддерживающей их Конфедерацией горских народов Северного Кавказа и стали готовиться к наступлению на Сухуми. Ожесточённые боевые действия вынудили около 30 тысяч жителей бежать на территорию России. Стороны конфликта обвиняли друг друга в массовых нарушениях прав человека в отношении гражданского населения.
К концу 1992 года война приобрела позиционный характер, где ни одна из сторон не могла одержать победу. 15 декабря 1992 года Грузия и Абхазия подписали несколько документов о прекращении военных действий и выводе всех тяжёлых вооружений и войск из региона военных действий. Наступил период относительного затишья, но в начале 1993 года военные действия возобновились.
В первой половине 1993 года абхазские силы несколько раз предпринимали попытки захватить Сухуми. В июле, в ходе третьего наступления, им удалось полностью блокировать Сухуми и полностью окружить грузинские войска. 27 июля 1993 года между правительством Грузии и абхазскими властями в Гудауте было заключено новое соглашение, которым устанавливалось прекращение огня с 28 июля. Соглашение предусматривало незамедлительное начало поэтапной демилитаризации зоны конфликта. Предполагалось, что этот процесс будет проходить под контролем международных наблюдателей.
24 августа Советом Безопасности ООН была учреждена Миссия ООН по наблюдению в Грузии (МООННГ) для проверки выполнения соглашения о прекращении огня, с уделением особого внимания положению в городе Сухуми, а также для расследования сообщений о нарушениях прекращения огня и осуществления усилий по урегулированию подобных инцидентов с вовлечёнными сторонами.
Прекращение огня, однако, вновь оказалось сорвано. 16 сентября абхазские силы при вооружённой поддержке из-за пределов Абхазии начали наступление на Сухуми и Очамчиру. 27 сентября был взят Сухуми, а через несколько дней абхазские силы контролировали уже всю территорию республики. Конфликт привёл к почти полному опустошению обширных районов и массовому перемещению населения. Поступали сообщения о многочисленных и серьёзных нарушениях прав человека в Абхазии. Как установила Миссия ООН по установлению фактов в октябре 1993 года, ответственность за такие нарушения несли как грузинские правительственные войска, так и абхазские силы, равно как и иррегулярные формирования и гражданские лица, сотрудничавшие с ними.
Согласно официальным данным, за время военных действий погибли примерно 16 тысяч человек, из них 4 тысячи абхазов, 10 тысяч грузин и 2 тысячи добровольцев из различных республик Северного Кавказа и Южной Осетии.
Из 537 тыс. населения довоенной Абхазии (по состоянию на 1 января 1990 года), из которых 44 % были грузины, 17 % абхазы, 16 % русские и 15 % армяне, от 200 до 250 тыс. чел. (преимущественно грузинской национальности) стали беженцами. Был нанесён огромный экономический ущерб хозяйству Абхазии.

## Переговорный процесс и механизмы постконфликтного урегулирования (1993—1998)

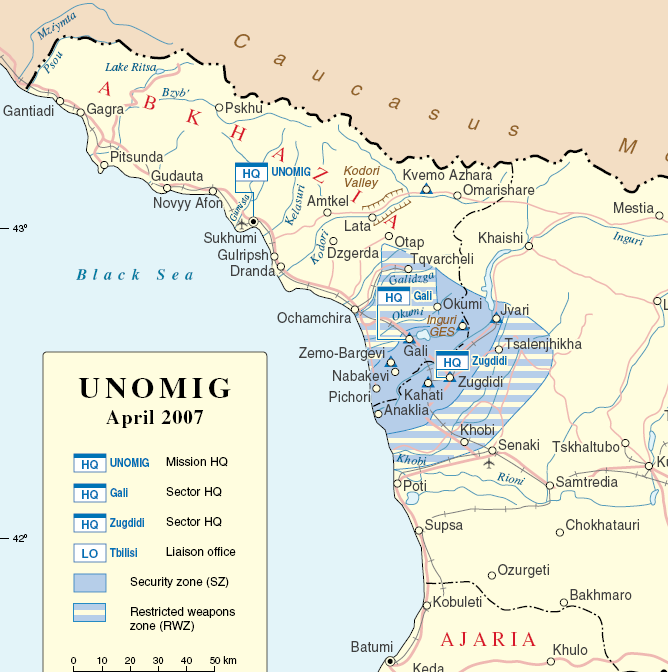
Зона действия Коллективных сил по поддержанию мира СНГ и Миссии ООН по наблюдению в Грузии (апрель 2007)

Россия была вовлечена в процесс урегулирования грузино-абхазского конфликта с самого начала, выступая в качестве посредника при достижении соглашений о прекращении огня, выдвигая различные инициативные предложения и проекты документов. В период с 1992 по 1997 годы именно России принадлежало лидерство в этой области, и именно в Москве весной 1994 года были подписаны основополагающие документы — «Заявление о мерах по политическому урегулированию грузино-абхазского конфликта», «Четырёхстороннее соглашение о добровольном возвращении беженцев и перемещённых лиц», «Соглашение о прекращении огня и разъединении сил». Российские дипломаты регулярно собирали конфликтующие стороны за стол переговоров для обсуждения вопроса о политическом статусе Абхазии, предлагали проекты протокольных договорённостей, Россия оказывала влияние на позиции других постсоветских государств через Совет глав государств СНГ. На этом этапе в процесс урегулирования были активно вовлечены российские руководители. Президент Борис Ельцин несколько раз встречался с президентом Грузии Эдуардом Шеварднадзе и президентом Абхазии Владиславом Ардзинбой, в 1996—1997 годы министр иностранных дел Евгений Примаков лично пытался подтолкнуть стороны к мирному решению. В последние годы президентства Ельцина (1997—2000), однако, уровень вовлечённости России снизился. С течением времени позиция России в отношении грузино-абхазского конфликта существенно менялась. Ставя во главу угла свои собственные интересы в Ближнем зарубежье, официальная Москва никогда не была полностью нейтральной. В середине 1990-х, по всей вероятности, Россия была искренне заинтересована в прекращении кровопролития и содействии соглашению о политическом статусе Абхазии в рамках Грузии — российское руководство было озабочено тем, что добившаяся независимости Абхазия могла бы создать прецедент для нестабильных северокавказских республик, особенно Чечни. Россия также хотела, чтобы её рассматривали как верховного арбитра и единственного гаранта.
В 1993—1994 годах в Женеве состоялись два раунда переговоров по мирному урегулированию, проходивших под эгидой ООН, при посредничестве России и с участием наблюдателей ОБСЕ и Группы друзей генерального секретаря ООН. Последняя была создана в 1993 году в составе представителей США, Германии, Франции, Великобритании и России. Переговоры прошли, соответственно, 30 ноября — 1 декабря 1993 года и 11-13 января 1994 года.
Результатом Женевского этапа урегулирования стало подписание «Меморандума о понимании между грузинской и абхазской сторонами» и «Коммюнике о втором раунде переговоров между грузинской и абхазской сторонами». В обоих документах стороны подтвердили «принятые на себя обязательства не применять силу и не прибегать к угрозе её применения друг против друга», а в Коммюнике стороны выразили согласие на «размещение в зоне конфликта миротворческих сил ООН или иных сил, санкционированных ООН. Они выразили обоюдное согласие на использование в составе таких сил российского воинского контингента».
22-25 февраля 1994 года в Женеве, 7-9 марта 1994 года в Нью-Йорке и 29-31 марта в Москве состоялся третий раунд переговоров по полномасштабному урегулированию грузино-абхазского конфликта под эгидой ООН, при содействии России, с участием представителей Совещания по безопасности и сотрудничеству в Европе (СБСЕ) и Верховного комиссара ООН по делам беженцев (УВКБ). 4 апреля 1994 г. грузинской и абхазской сторонами в Москве было подписано «Заявление о мерах по политическому урегулированию грузино-абхазского конфликта».
Тогда же, 4 апреля 1994 г., грузинской и абхазской сторонами, а также Россией и УВКБ ООН было подписано «Четырёхстороннее соглашение о добровольном возвращении беженцев и перемещённых лиц», в соответствии с которым создавалась четырёхсторонняя комиссия по организации возвращения и оценке имущественного ущерба. Ему предшествовал вышеупомянутый «Меморандум о понимании» от 1 декабря 1993 г., в котором говорилось, что стороны «обязуются создать условия для добровольного, безопасного, быстрого возвращения беженцев в места их постоянного проживания во всех районах Абхазии. Всем вернувшимся беженцам будут возвращаться покинутые ими квартиры, дома, земельные участки и имущество». Репатриация беженцев на основании этого соглашения была, однако, свёрнута уже в декабре 1994 года, и программой этой смогли воспользоваться чуть более 300 человек. Несколько десятков тысяч этнических грузин вернулись в Гальский район Абхазии, сделав это на свой страх и риск, без каких-либо гарантий безопасности со стороны международного сообщества или абхазских властей.
14 мая 1994 года грузинская и абхазская стороны подписали в Москве выработанное в рамках женевских переговоров «Соглашение о прекращении огня и разъединении сил». Согласно Московскому соглашению, по обе стороны административной границы создавались 12-километровая зона безопасности, в которой допускалось только личное оружие сотрудников правоохранительных органов, и зона ограничения вооружений, в которой не должно было находиться тяжёлой боевой техники. На основании этого документа и последующего решения Совета глав государств СНГ, в зоне конфликта с июня 1994 года были размещены Коллективные силы СНГ по поддержанию мира (полностью укомплектованные российскими военнослужащими), в задачу которых входило поддержание режима невозобновления огня.
Ввод Коллективных сил по поддержанию мира в зону грузино-абхазского конфликта позволил осуществить разъединение вооружённых формирований конфликтующих сторон, создание зон безопасности и ограничения вооружений, что способствовало остановке кровопролития в регионе, а также формированию необходимых условий для политического диалога между сторонами.
После подписания «Соглашения о прекращении огня и разъединении сил» действие мандата Миссии ООН было возобновлено и расширено. Главные задачи Миссии заключались в мониторинге и контроле за осуществлением грузинской и абхазской сторонами Соглашения 1994 года о прекращении огня, в содействии созданию благоприятных условий для возвращения внутренне перемещённых лиц и беженцев и в поощрении политического урегулирования грузино-абхазского конфликта.
Документы, согласованные и подписанные на первом этапе переговорного процесса (1993-94 гг.), сыграли положительную роль в стабилизации ситуации, препятствуя возобновлению широкомасштабного насилия в регионе, и позволили сторонам приступить к предметным переговорам.
После подписания Московского соглашения в Женеве продолжились переговоры под эгидой ООН, параллельно Россия самостоятельно вела переговоры с Абхазией и Грузией. За последовавшие годы, однако, переговорный процесс не принёс ощутимых результатов по ключевым вопросам статуса Абхазии и возвращения перемещённых лиц.
Тем временем 26 ноября 1994 года Верховный Совет Абхазии принял конституцию, в которой Абхазия была провозглашена «суверенным демократическим государством». 6 декабря 1994 года прошла инаугурация Владислава Ардзинбы на пост президента Республики Абхазия.
Вторая фаза переговоров охватывает период с 1995 по 1999 гг., когда стороны перешли к активному обсуждению различных моделей государственно-правовых взаимоотношений между Грузией и Абхазией. На данном этапе позиция руководства Абхазии исходила из той интерпретации Заявления о мерах по политическому урегулированию от 4 апреля 1994 г., которая содержалась в «Докладе Генерального секретаря ООН о ситуации в Абхазии» от 3 мая 1994 г. и приложении II к нему, где говорилось: «Абхазия будет являться субъектом, обладающим суверенными правами в составе союзного государства, которое будет создано в результате переговоров после урегулирования спорных вопросов. Название союзного государства будет определено сторонами в ходе дальнейших переговоров. Стороны признают территориальную целостность союзного государства, созданного в пределах границ бывшей ГССР по состоянию на 21 декабря 1991 г.». Для абхазской стороны основополагающим был принцип равноправного участия Абхазии в возможном союзном государстве. И когда в 1995 году благодаря активизировавшимся посредническим усилиям российских дипломатов абхазская и грузинская стороны парафировали «Протокол об урегулировании грузино-абхазского конфликта», которым статус Абхазии фактически понижался до субъекта грузинской федерации или автономии в составе Грузии, в Сухуми в связи с этим разразился политический скандал и депутаты парламента настояли на отзыве подписи представителя президента Абхазии на переговорах, что вызвало недовольство российского Министерства иностранных дел.
В 1996 году по инициативе Грузии на саммите СНГ было принято решение, запрещающее осуществление торгово-экономических, финансовых, транспортных и иных связей с Абхазией по государственной линии. За исключением Белоруссии и Туркменистана все страны СНГ подписались под этим решением. Россия уведомила об одностороннем выходе из режима санкций в марте 2008 года.
Переговоры возобновились летом 1997 года, когда к переговорщикам с российской стороны присоединился лично Евгений Примаков (в тот период министр иностранных дел РФ). Именно по его настоянию 14 августа, в годовщину начала грузино-абхазской войны 1992-93 гг., президент Абхазии Владислав Ардзинба совершил беспрецедентный визит в Тбилиси. Здесь в присутствии Евгения Примакова состоялась встреча президентов Грузии и Абхазии, где было оглашено совместное Заявление, в котором стороны вновь обязались «не прибегать к оружию для решения разделяющих их противоречий, и ни при каких условиях не допускать возобновления кровопролития». Хотя в самой Абхазии Владислав Ардзинба подвергся осуждению за этот визит, но, по мнению многих наблюдателей, на определённое время эта поездка и совместное заявление двух президентов в значительной степени снизили остроту напряжённости во взаимоотношениях сторон.
Итогом последовавших дипломатических усилий стало создание совместной абхазо-грузинской комиссии по решению практических вопросов. В ноябре 1997 года в рамках Женевского переговорного процесса был создан Координационный Совет грузинской и абхазской сторон, в рамках которого были сформированы три рабочие группы, осуществлявшие свою деятельность по следующим направлениям: а) безопасность, б) беженцы, в) социально-экономические вопросы. В работе Координационного совета также участвовали представители ООН и Российской Федерации в качестве содействующей стороны (забегая вперёд, следует сказать, что в 2001 году его работа была приостановлена в связи с обострением грузино‑абхазских отношений из-за событий в Кодорском ущелье, в 2006 году он возобновил деятельность, но ненадолго).
Несмотря на некоторое продвижение в переговорном процессе в течение 1995—1999 годов, добиться прорыва в широкомасштабном урегулировании не удалось. Позиции сторон были бескомпромиссными по всем базовым вопросам, касающимся политического урегулирования, гарантий безопасности и возвращения беженцев. А поскольку речь шла о подготовке пакета документов, то отказ от подписания одного из соглашений делал невозможным компромисс по другим вопросам.
Также следует указать, что несмотря на согласованные действия КСПМ СНГ и Миссии ООН в Грузии по наблюдению и контролю за соблюдением конфликтующими сторонами договорённостей по поддержанию мира и урегулированию конфликта, мер по снижению криминогенной напряжённости в Гальском районе Абхазии и Зугдидском районе Грузии, а также в Кодорском ущелье, военно-политическая обстановка в зоне конфликта в Абхазии все эти годы характеризовалась как сложная, напряжённая и нестабильная в связи с отсутствием устойчивого двухстороннего политического грузино-абхазского диалога, конструктивных взаимоприемлемых предложений на межгосударственном уровне.
Серьёзным ударом по переговорному процессу явились майские события 1998 года, когда нападение грузинских полувоенных формирований на сотрудников абхазской милиции в Гальском районе привело к возобновлению военных действий и «второй волне» грузинских беженцев (см. ниже). На дестабилизирующую роль грузинских «партизан», неподконтрольных грузинским властям, указывалось международными миссиями и организациями задолго до этих событий. В «Отчёте совместной миссии по изучению ситуации в Гальском районе» (составитель — Миссия ООН по наблюдению в Грузии) от 20 — 24 ноября 2000 г., в частности, говорилось: «На протяжении нескольких лет после окончания открытых боевых действий вооружённые группы, состоявшие из грузин, проводили целенаправленные атаки в Гальском районе. В публичных заявлениях лидеров наиболее известных групп, таких как „Белый легион“ и „Лесные братья“ отмечалось, что их основной задачей является силой вернуть Абхазию. Их ближайшей задачей было создание атмосферы страха и нестабильности среди возвратившихся в Гальский район с тем, чтобы показать, что нахождение на территории, контролируемой абхазской стороной, невозможно. Для этого они использовали засады, похищения и целенаправленное минирование».

## Вооружённый конфликт на территории Гальского района (1998)
Весной 1998 года на территории Гальского района Абхазии значительно возросло присутствие полувоенных грузинских формирований, которые в мае совершили серию нападений на абхазскую милицию. 20-26 мая сюда были введены значительные силы регулярной армии, МВД Абхазии и ополченцев, которые восстановили контроль над территорией района, но в то же время из района были вынуждены бежать 30-40 тысяч грузин, стихийно вернувшихся туда после войны 1992—1993 гг. При этом абхазские силы грабили и жгли дома и разрушали местную инфраструктуру.
25 мая Грузия и Абхазия подписали «Протокол о прекращении огня, разведении вооружённых формирований и гарантиях по недопущению силовых действий» («Гагрский протокол»), по которому Грузия обязалась «принять эффективные меры по пресечению проникновения в Абхазию террористических и диверсионных групп, вооружённых формирований и лиц», а Абхазия — «не допускать противоправные силовые действия в отношении мирного населения Гальского района».
Позднее значительная часть «второй волны» беженцев вернулась в Гальский район.

## Инцидент с вертолётом ООН
8 октября 2001 года в Гульрипшском районе Абхазии боевиками Руслана Гелаева с помощью ракет был сбит вертолёт миссии ООН с 3 украинскими членами экипажа и 6 сотрудниками ООН. Вертолёт эксплуатировала украинская авиакомпания «Чайка», машина упала в 22 км от Сухуми. Все находившиеся на борту 9 человек погибли, включая командира Александра Белогривова.

## Переговорный процесс (1999—2006)
События мая 1998 года существенно ухудшили климат переговоров и ощутимо подорвали доверие абхазского руководства к намерениям грузинской стороны. Для абхазской стороны стало очевидно, что подписанные ранее при международном посредничестве документы сами по себе не являются окончательной гарантией того, что Грузия в той или иной форме не прибегнет к использованию силы. Более того, в абхазском обществе вызывало растущее недовольство обсуждение любых планов урегулирования, ведущих к отказу от независимости. Международное признание независимости Абхазии воспринималось в обществе как единственная эффективная гарантия безопасности Абхазии.
В 1999 г. в Абхазии был проведён референдум о государственной независимости, на котором подавляющее большинство граждан республики высказалось за построение независимого государства. С этого времени абхазское руководство отказалось от дальнейшего обсуждения политического статуса Абхазии и предложило отдельно работать над документом по безопасности.
Третья фаза переговоров охватывает период с 1999 по 2006 гг. На этом этапе позиции сторон можно охарактеризовать как бескомпромиссные. Абхазская сторона настаивает на том, что только полноценная государственность, подкреплённая международными гарантиями, может служить условием физического выживания и сохранения этнокультурной идентичности. Грузия, в противовес такой позиции, ещё более ужесточила свой подход к проблеме политических взаимоотношений с Абхазией. Если на начальном этапе переговоров дискуссия шла вокруг перспектив создания «союзного» или «общего» государства, создаваемого на равноправной основе, то теперь грузинские переговорщики всё чаще говорили о необходимости «определить статус Абхазии в рамках территориальной целостности Грузии», при этом подразумевалась либо культурная автономия, либо асимметричная федерация. Рассматривая такие предложения как неприемлемые, абхазская сторона начала активно настаивать на разработке и подписании отдельного документа по безопасности. Грузинская сторона, в свою очередь, увязывала подписание любого документа о безопасности с процессом возвращения грузинских беженцев, что не устраивало Абхазию.
Переговоры вновь были прерваны в 2001 году провокациями в Кодорском ущелье (ряд убийств мирных абхазских граждан), за которыми последовало вторжение в Кодорское ущелье группировки чеченских боевиков под командованием Руслана Гелаева в октябре 2001 г.
2003 год ознаменовал собой возвращение российского руководства к активному участию в процессе грузино-абхазского урегулирования и начало так называемого «Сочинского переговорного процесса». В марте 2003 г. президенты России и Грузии Владимир Путин и Эдуард Шеварднадзе договорились в Сочи о создании рабочих групп или комиссий по следующим направлениям: «возвращение беженцев и перемещённых лиц, в первую очередь, в Гальский район, открытие сквозного железнодорожного сообщения Сочи-Тбилиси, модернизация каскада „Ингури ГЭС“ и определение перспектив строительства других гидротехнических объектов в верховьях р. Ингури». Именно эти вопросы (экономика и возвращение беженцев) составили основу переговоров в рамках «Сочинского переговорного процесса». Его развитию и осуществлению практических договорённостей помешала «Революция роз», в результате которой в конце 2003 года Эдуард Шеварднадзе утратил свой пост. С середины 2004 года грузино-российские отношения серьёзно ухудшились. Грузия обвиняла Россию в фактической аннексии грузинской территории, осуществлявшейся путём предоставления жителям Абхазии российского гражданства и пенсионного обеспечения, финансирования и обучения абхазских силовых структур, поддержки стремления Абхазии к самостоятельности, инвестиций в абхазскую экономику и развития торговых отношений. В 2006 году российское руководство начало указывать на ситуацию вокруг Косово как прецедент для международного признания Абхазии. Во многом именно это послужило причиной для того, что Тбилиси вышел из Сочинского переговорного процесса. Последние переговоры в его рамках состоялись в мае 2006 года.
Тем временем абхазский МИД подготовил и передал новому грузинскому руководству новый проект документа о гарантиях безопасности с учётом изменившейся ситуации в зоне конфликта. Документ был согласован, и 5 декабря 2005 г. в Сухуми был подписан Протокол о завершении на уровне министров подготовки документа о гарантиях невозобновления войны. Весной 2006 года стороны впервые с января 2001 года возобновили консультации в рамках Координационного совета, однако ввод грузинских силовых подразделений в верхнюю часть Кодорского ущелья в июле 2006 г. фактически прервал процесс переговоров. В этих условиях Грузия, пытаясь уменьшить роль и влияние России, стала настаивать на изменении формата переговорного процесса и миротворчества. Москва и Сухуми противостояли этим попыткам; не получили они значительной поддержки и среди западных партнёров Грузии. 

## Конфликт в Кодорском ущелье (2001)
Осенью 2001 года рейд на территорию Абхазии через Кодорское ущелье совершил отряд чеченских боевиков полевого командира Руслана Гелаева при содействии грузинских (сванских) вооружённых формирований под командованием Эмзара Квициани, представителя президента Грузии в Кодорском ущелье.
Первые столкновения произошли ещё в июле 2001 при попытке боевиков провести разведку боем. 17—18 июля боевики выдвинулись из верхней части Кодорского ущелья и прошли на 70 км вглубь территории Абхазии, после чего отступили, понеся потери.
25 сентября 2001 года чеченские боевики и грузинские формирования общей численностью около 450—500 человек попытались захватить Гульрипшский район Абхазии. К середине октября их отряды были разгромлены, и они отступили на прежние позиции.
Официальный Тбилиси отверг свою причастность к этой акции и не прокомментировал как Гелаев со своим отрядом, техникой и боеприпасами смог незаметно перебраться из Панкисского ущелья в восточной части Грузии на запад, в Абхазию, преодолев примерно 400 км пути и проделав обратный путь (вместе с ранеными), и почему Грузия не противодействовала боевикам, а напротив, её официальный представитель участвовал в совместной военной операции с ними. По этому поводу глава СГБ Абхазии Рауль Хаджимба в интервью газете «Утро» предположил, что, скорее всего, в планы Грузии входило дождаться установления контроля чеченских боевиков над Сухуми, а затем под предлогом войны с терроризмом провести якобы антитеррористическую операцию против них, попутно захватив Абхазию. Связь грузинского руководства с Гелаевым косвенно подтверждает позиция президента Грузии Эдуарда Шеварнадзе, ранее обвинявшего боевиков Гелаева в «геноциде» грузин в 1992—1993, а затем, после неудавшегося рейда в Абхазию, неожиданно сделавшего заявления на предмет возможной непричастности Гелаева к боевикам. Такие заявления, прозвучавшие 8 ноября 2001, вынудили Генпрокуратуру России уже на следующий день направить Грузии требование о выдаче Гелаева.

## Активизация действий Грузии

### 2006
Поиск путей урегулирования конфликта осложнило резкое ухудшение отношений между Россией и Грузией, произошедшее после прихода к власти в Грузии Михаила Саакашвили, с первых же дней выдвинувшего обвинения в адрес России в том, что она оказывает моральную, политическую, экономическую и военную поддержку сепаратистских устремлений самопровозглашённых государственных образований — Абхазии и Южной Осетии.
В декабре 2005 года российское министерство сельского хозяйства ввело «временный» запрет на импорт некоторых видов сельхозпродукции из Грузии. Весной 2006 года Россия ввела полный запрет на поставки и продажу в России вина и виноматериалов из Грузии, а позднее — на ввоз грузинской минеральной воды «Боржоми» и «Набеглави». В ответ президент Грузии Михаил Саакашвили поручил правительству изучить вопрос о целесообразности дальнейшего членства Грузии в СНГ. В июле Россия закрыла «на ремонт» единственный пограничный переход на российско-грузинской границе (Верхний Ларс). 3 октября в разгар шпионского скандала были заблокированы все воздушные, морские, сухопутные и железнодорожные линии сообщения и почтовая связь между двумя странами. В качестве ответа на задержание в Грузии российских офицеров, обвинённых в разведывательной деятельности, Россия свела дипломатические отношения с Грузией до минимально возможного уровня, отозвала своего посла из Тбилиси, эвакуировала дипломатический персонал и семьи российских дипломатов и военнослужащих, перевела российские войска в Грузии на усиленное положение.
В середине июля 2006 года парламент Грузии принял резолюцию, требующую вывода российских миротворческих сил из Абхазии и Южной Осетии. В ответ на это парламент Абхазии призвал все страны, в том числе Россию, «незамедлительно начать процесс официального признания независимости Республики Абхазия», а также обратился к ООН, ОБСЕ и другим международным организациям с просьбой «пресечь милитаристские планы грузинского руководства». Руководитель МИД РФ Сергей Лавров 20 июля в интервью газете «Коммерсант» заявил: «Благодаря миротворцам в Южной Осетии и Абхазии сохраняется мир и не льётся кровь. Если кто-то забыл, можно вспомнить, как эти конфликты начинались и какой ценой, включая жизни наших солдат, удалось кровопролитие остановить. И в том, и в другом случае есть механизмы, одобренные международными организациями. Для Южной Осетии — это ОБСЕ, для Абхазии — это ООН. В рамках этих организаций одобрены, как я уже сказал, существующие миротворческие механизмы. Поэтому решение парламента — это попытка обострить ситуацию до предела».
В конце июля 2006 президент Грузии Михаил Саакашвили отменил свой визит в Москву для участия в неформальном саммите СНГ в связи с отказом российской стороны организовать его встречу с Владимиром Путиным.

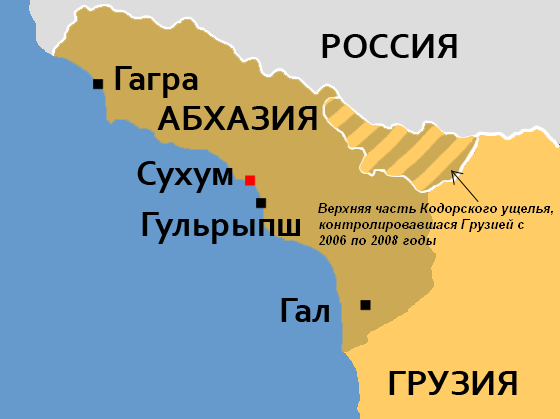
Территория «Верхней Абхазии» на карте

25 июля 2006 года подразделения грузинских вооружённых сил и МВД (до 1,5 тыс. человек) в нарушение Московского соглашения о прекращении огня и разъединении сил от 14 мая 1994 года были введены в Кодорское ущелье для проведения спецоперации против вооружённого сванского формирования («ополчения», или батальона «Монадире») под командованием Эмзара Квициани. Михаил Саакашвили объявил о полном восстановлении контроля над Кодорским ущельем.
В начале августа в Кодорское ущелье были переведены правительство и парламент Абхазии в изгнании. Правительство Автономной Республики Абхазия разместилось в селе Чхалта, а Верховный Совет — в селе Ажара. С этого момента грузинское руководство намерено настаивать на включении в состав делегаций, ведущих переговоры с абхазской стороной, представителя «законных властей Абхазской автономной республики, которые находятся на территории Абхазии — в Кодорском ущелье». Именно это обстоятельство привело к срыву грузино-абхазских переговоров, которые должны были состояться 2 августа в Сухуми. Абхазская сторона заявила, что ни при каких обстоятельствах не сядет за стол переговоров, если за тем же столом окажутся представители «автономистов».
27 сентября 2006 года, в День памяти и скорби, указом президента Грузии Саакашвили Кодори был переименован в Верхнюю Абхазию.
Посетив Кодорское ущелье, Саакашвили заявил, что нынешняя Грузия сильно отличается от Грузии времён Эдуарда Шеварднадзе и готова ответить всем, кто покусится на её территориальную целостность: «Любая попытка оторвать от Грузии её территории получит достойный отпор… Сейчас не XIX век и не начало XX века, чтобы целые страны становились разменными монетами… Отсюда, из Верхней Абхазии, мы говорим всему миру, что мы находимся в Абхазии и никогда отсюда не уйдём».
Тем временем 18 октября 2006 Народное собрание Абхазии обратилось к российскому руководству с просьбой признать независимость республики и установить между двумя государствами ассоциированные отношения.

## Эскалация кризиса

### 2008
В начале 2008 года произошло дальнейшее осложнение отношений между Россией и Грузией, что сказалось на позициях России в грузино-абхазском конфликте.
5 января в Грузии одновременно с президентскими выборами был проведён референдум по вопросу о членстве в НАТО; по результатам референдума за присоединение к НАТО высказались 77 % грузинских избирателей. В феврале президент Грузии Михаил Саакашвили направил письмо генеральному секретарю НАТО Яаапу де Хооп Схефферу, в котором была выражена готовность грузинской стороны присоединиться к Плану действий по подготовке к членству в НАТО (ПДПЧ).
6 марта Россия объявила о выходе из режима экономических санкций против Абхазии. МИД РФ направил Исполкому СНГ официальную ноту о том, что Российская Федерация в силу изменившихся обстоятельств не считает себя более связанной положениями Решения Совета глав государств СНГ «О мерах по урегулированию конфликта в Абхазии, Грузия» от 19 января 1996 г.
«Данное решение принималось в 1996 году на фоне острого противостояния сторон в грузино-абхазском конфликте, продолжавшегося после кровопролитной войны 1992—1993 гг. В то время его целью было побудить Абхазию занять более гибкую позицию, прежде всего, по вопросу о возвращении беженцев и внутренне перемещённых лиц», — было сказано в сообщении для СМИ Департамента информации и печати МИД РФ, распространённом 6 марта 2008 г. Однако, как было отмечено в документе, ситуация в последние годы кардинально изменилась и в плане возвращения беженцев (Гальский район), и в плане выполнения абхазской стороной других обязательств, в то время как грузинская сторона не проявляет аналогичного конструктивного подхода к выполнению ранее достигнутых договорённостей (отказ Грузии от порядка регистрации вернувшихся в Гальский район беженцев, размещение в верхней части Кодорского ущелья административной структуры, подчиняющейся Грузии, и т. д.).
В начале апреля на саммите НАТО в Бухаресте главы государств и правительств стран-членов НАТО заявили, что Грузия сможет стать членом НАТО, когда будет соответствовать предъявляемым требованиям к членству в этой организации.
Выход России из режима санкций был воспринят как своего рода предупреждение Грузии и её западным союзникам о том, что Москва не потерпит присутствия НАТО на своих южных границах. Комментируя итоги апрельского саммита НАТО, российский президент Владимир Путин заявил о намерении «предметно поддержать» Абхазию и Южную Осетию, руководители которых обратились к нему с посланиями, выразив опасения по поводу принятого на саммите НАТО решения. Как было отмечено в заявлении российского МИД, «Россия своё отношение к курсу руководства Грузии на ускоренную атлантическую интеграцию доводила до сведения и грузинской стороны, и членов альянса. Любые попытки оказать политическое, экономическое, а тем более военное давление на Абхазию и Южную Осетию являются бесперспективными и контрпродуктивными».
16 апреля президент РФ В. Путин издал указ, санкционирующий прямые отношения с абхазскими и южноосетинскими властями в ряде областей. Российская Федерация заявила, что это решение направлено на оказание поддержки российским гражданам и местному населению и было принято в ответ на то, что она назвала агрессивными намерениями Грузии.
Грузинская сторона заявила решительный протест против грубого нарушения своего суверенитета и территориальной целостности и потребовала немедленной отмены как принятого в марте решения отказаться от санкций СНГ 1996 года, так и апрельского указа. В этом Грузия получила решительную поддержку со стороны НАТО и Евросоюза.

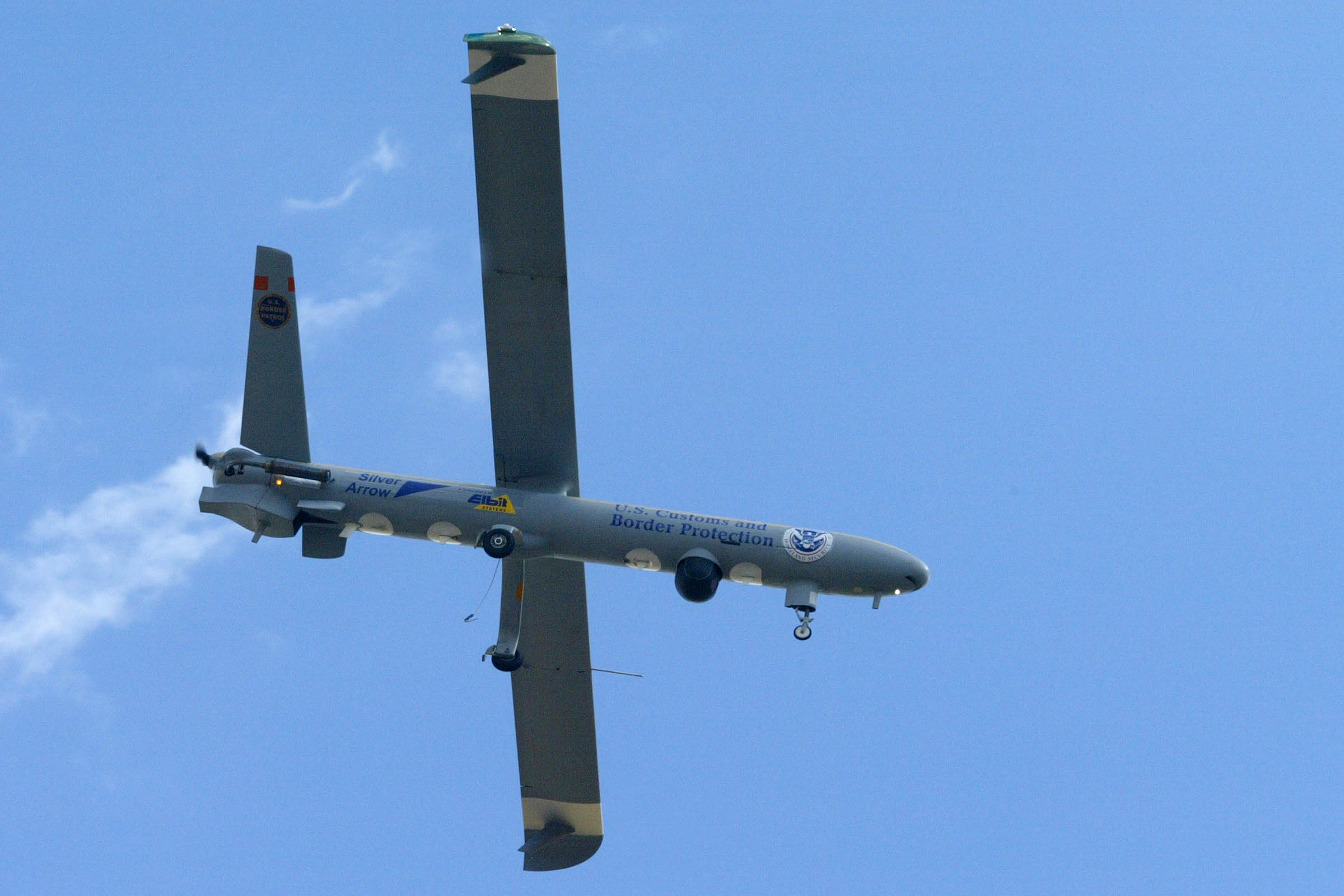
Беспилотный самолёт-разведчик Hermes 450

Тем временем, общая обстановка в зоне грузино-абхазского конфликта оставалась напряжённой, и одним из источников этой напряжённости явилась активизация действий пилотируемых и беспилотных летательных аппаратов в воздушном пространстве над территорией, контролируемой Абхазией. Абхазская сторона сообщала, что полёты беспилотных летательных аппаратов она наблюдала над контролируемой территорией ещё с августа 2007 года; по крайней мере три БПЛА были сбиты в марте — мае 2008 года.
20 апреля над населённым пунктом Гагида Очамчирского района Абхазии был сбит грузинский беспилотный самолёт-разведчик. Грузинская сторона заявила, что БПЛА был сбит российским истребителем МиГ-29. Этот инцидент дважды обсуждался в Совете безопасности ООН.
После этих событий ситуация в зоне грузино-абхазского конфликта резко обострилась. 29 апреля, ссылаясь на возможное дальнейшее ухудшение грузино-абхазского конфликта, Россия усилила миротворческие силы СНГ воздушно-десантным батальоном численностью 525 человек, которому было поручено усилить контроль в зоне ограничения вооружений в Ткварчельском и Очамчирском районах (при этом общая численность миротворческих сил не вышла за установленные пределы).
В конце мая, ссылаясь на решение президента об оказании гуманитарной помощи абхазской стороне, правительство России ввело на территорию Абхазии подразделение железнодорожных войск. Грузинская сторона расценила обе эти меры как агрессивные и потребовала немедленного вывода всех дополнительных российских сил, включая железнодорожные войска.
4 мая силами ПВО Абхазии были уничтожены два грузинских БПЛА. 8 мая был сбит очередной БПЛА; по словам заместителя министра обороны Абхазии Гарри Купалба, он был вооружён ракетой класса «воздух-воздух». 12 мая были сбиты два БПЛА Гермес 450.
В конце июня — начале июля в зоне конфликта произошло резкое обострение насилия. 29 и 30 июня в общественных местах в Гагре и Сухуми произошли взрывы, в результате которых 12 человек получили ранения. Абхазские власти возложили ответственность за произошедшее на грузинские спецслужбы и распорядились закрыть линию прекращения огня для населения с 1 июля. Наиболее серьёзный инцидент за многие годы в зоне ответственности МООННГ произошёл поздно вечером 6 июля, когда в результате взрыва в кафе около штаба сектора Миссии ООН в городе Гали погибли четыре человека, а ещё шестеро были ранены; среди погибших оказались сотрудник МООННГ, руководитель и сотрудник местной службы безопасности.

### Война 2008 года и признание Россией самостоятельности Абхазии и Южной Осетии
Конфликт назревал с весны 2008 года. В ночь с 7 на 8 августа грузинские силы подвергли массированному артобстрелу город Цхинвал, после чего вторглись на территорию Южной Осетии. Днём 8 августа президент России объявил о начале «операции по принуждению к миру» в зоне конфликта. В регион были введены значительные российские силы.
Как сообщают военные наблюдатели Миссии по наблюдению в Грузии (МООННГ), с раннего утра 9 августа российские силы начали наносить авиаудары по объектам в Западной Грузии, в том числе по военной базе в Сенаки и по военным объектам в порту Поти, а также по районам, прилегающим к городу Зугдиди. 10-11 августа Россия перебросила в зону конфликта большое число своих военнослужащих. Первоначально российские войска заняли позиции на той стороне линии прекращения огня, где находится город Гали, однако позже выдвинулись и на зугдидскую сторону зоны конфликта, а также в районы, прилегающие к Сенаки и Поти. Российские военные корабли заняли позиции вдоль побережья.
8 августа абхазская сторона начала ввод тяжёлой боевой техники в зону ограничения вооружений, в нарушение Московского соглашения о прекращении огня и разъединении сил 1994 года.
Во второй половине дня 9 августа начались артобстрелы верхней части Кодорского ущелья.
10 августа власти ввели в Гальском, Очамчирском и Ткварчельском районах военное положение и объявили о частичной мобилизации.
12 августа абхазская сторона начала наступление и установила контроль над верхней частью ущелья. Около 2 тыс. местных жителей (сванов) и грузинский вооружённый персонал покинули этот район незадолго до появления абхазских сил.
Как указывалось позднее в докладе генерального секретаря ООН, начало крупномасштабной операции грузинской стороны в Южной Осетии лишь укрепило уверенность абхазской стороны в том, что, по всей вероятности, она станет объектом следующего удара. Эта уверенность ещё более усилилась после того, как в верхней части Кодорского ущелья, согласно сообщениям, было захвачено определённое количество единиц тяжёлой боевой техники, которую, в соответствии с Московским соглашением 1994 года, вводить в этот район было запрещено.
20 августа парламент Абхазии обратился к России с просьбой признать независимость республики. 21 августа это обращение поддержал всенародный сход Абхазии. 22 августа аналогичное обращение поступило от парламента Южной Осетии.
25 августа 2008 года Совет Федерации России принял обращение к президенту Дмитрию Медведеву о признании независимости Южной Осетии и Абхазии. В тот же день Государственная дума приняла аналогичное обращение к президенту России.
26 августа президент Российской Федерации заявил, что нападение Грузии на Южную Осетию не оставило России иного выбора, кроме как признать Абхазию и Южную Осетию в качестве независимых государств.
Абхазская сторона приветствовала решение России, назвав его «историческим». Грузинская сторона назвала его незаконным и нарушающим основополагающие нормы и принципы международного права и многочисленные резолюции Совета Безопасности ООН. Помимо этого, грузинское руководство охарактеризовало действия России как попытку легализовать «использование насилия, прямой военной агрессии и этнических чисток в целях изменения границ соседних государств». В ответ на острую международную критику и международную поддержку территориальной целостности Грузии Россия заявила, что любое возвращение к status quo ante более не представляется возможным в свете «геноцида», который имел место в Южной Осетии.
28 августа парламент Грузии единогласно принял резолюцию, в которой Абхазия и Южная Осетия были названы территориями, оккупированными Российской Федерацией, а российские миротворцы — оккупационными силами.
29 августа Грузия разорвала дипломатические отношения с Россией и вышла из Московского соглашения о прекращении огня и разъединении сил 1994 года.
Правительство Грузии подтвердило свою приверженность плану прекращения огня от 12 августа, а также связанным с ним последующим пояснениям президента Саркози в качестве единственной законной основы для урегулирования конфликта. Полагая, что решение правительства Грузии отменяет все ограничения, налагавшиеся на абхазскую сторону Московским соглашением, абхазская сторона объявила о своём намерении в первоочередном порядке укрепить «государственную границу».
1 сентября в своей записке, направленной в адрес Исполнительного совета СНГ, Грузия уведомила его о своём решении прекратить осуществление миротворческой операции СНГ в Абхазии. И наконец, 18 августа Грузия вышла из состава СНГ и ряда связанных с ним ключевых соглашений.
8 сентября президент Франции Николя Саркози и президент России Дмитрий Медведев разработали ряд положений по осуществлению плана урегулирования от 12 августа, которые были в тот же день согласованы с президентом Грузии. В частности, в этих положениях подтверждалось, что наблюдатели МООННГ продолжат выполнение своего мандата в районах своей ответственности с той же численностью и той же схемой развёртывания, которые существовали на 7 августа 2008 года.
9 сентября Россия установила официальные дипломатические отношения с Абхазией и Южной Осетией.
17 сентября в Москве был подписан Договор о дружбе, сотрудничестве и взаимной помощи между Россией и Абхазией, в котором, в частности, предусматривалось сотрудничество в экономической и правовой областях, а также в области обеспечения безопасности, включая строительство и использование военных баз.
25 сентября перед зданием абхазской службы безопасности в Сухуми был взорван автомобиль, начинённый взрывчаткой. Само здание и несколько соседних жилых домов получили серьёзные повреждения, однако сообщений о человеческих жертвах не поступало. Абхазские власти обвинили спецслужбы Грузии в том, что именно они несут ответственность за этот взрыв, однако грузинские власти отрицали какую-либо причастность к этому инциденту.
Как указывалось в докладе генерального секретаря ООН о положении в Абхазии от 3 октября, резкая эскалация военных действий в Южной Осетии 7 и 8 августа и последовавший за этим грузино-российский конфликт оказали глубокое воздействие на ситуацию в зоне грузино-абхазского конфликта и на весь процесс его урегулирования. Война и последующий продолжительный период насилия и нестабильности в затронутых районах привели к гибели сотен гражданских лиц, перемещению десятков тысяч жителей и серьёзному ущербу для гражданского имущества.
10 октября, в соответствии с решением, принятым на заседании Совета глав государств СНГ, состоявшемся в Бишкеке, было официально прекращено действие мандата Коллективных сил СНГ, которые находились в зоне конфликта в течение 14 лет. К 15 октября миротворческие силы СНГ были выведены. В период с октября до начала декабря российские войска заняли позиции в Гальском секторе, на которых ранее находились миротворческие силы СНГ, и оборудовали новые укреплённые позиции на контролируемой Абхазией стороне от линии прекращения огня, большинство из которых не было занято. Российский парашютно-десантный батальон, который прибыл в конце апреля 2008 года и размещался возле села Река в зоне ограничения вооружений, покинул зону конфликта в ноябре.
23 октября парламент Грузии принял закон, в котором Абхазия и Южная Осетия были объявлены «оккупированными территориями», а Российская Федерация — «военным оккупантом». В соответствии с законом, подписанным президентом Грузии 31 октября, все законодательные и административные акты, принятые фактическими властями Абхазии и Южной Осетии, объявляются недействительными. В нём также устанавливаются ограничения на доступ граждан третьих стран к этим территориям и запрет на экономическую и финансовую деятельность, не соответствующую законодательству Грузии.
4 ноября Госдума Российской Федерации ратифицировала российско-абхазский и российско-южноосетинский договоры о дружбе, сотрудничестве и взаимной помощи. Российские должностные лица заявили, что присутствие российских вооружённых сил в Абхазии и Южной Осетии будет основываться на положениях этих документов, и сообщили о планах создания военных баз и развёртывания 3700 военнослужащих соответственно в Абхазии и Южной Осетии. 23 декабря министр иностранных дел Российской Федерации и министр иностранных дел Абхазии де-факто подписали меморандум о договорённости о сотрудничестве в международных делах.
В декабре 2008 года, по данным МООННГ, в зону безопасности в Гальском секторе вошла колонна тяжёлой боевой техники сил Российской Федерации, включая танки и самоходные артиллерийские установки. По оценке Миссии, российские силы в Гальском районе составили один батальон со вспомогательными подразделениями. В ноябре-декабре 2008 года Миссия также сообщила о вводе абхазской стороной в зону конфликта военного персонала и боевой техники — танков, бронетранспортёров и грузовых автомобилей, буксирующих зенитные орудия.
Линия прекращения огня была официально закрыта для пересечения абхазской стороной с июля 2008 года.
Помимо этого, в октябре абхазская сторона уничтожила несколько самодельных пешеходных мостов для предотвращения «незаконного» пересечения линии прекращения огня; также абхазские власти производили установку мин вдоль линии прекращения огня для предотвращения её «незаконного» пересечения.
Как указывалось в докладе Генерального секретаря ООН о положении в Абхазии от 3 февраля 2009 года, после разрыва Грузией дипломатических отношений с Российской Федерацией грузинские должностные лица продолжали квалифицировать августовские события прежде всего как грузино-российский конфликт и настаивать на интернационализации форматов переговоров и деятельности по поддержанию мира. Российские должностные лица, со своей стороны, неоднократно указывали на «новые реальности», сложившиеся после августовских событий, и в более конкретном плане на признание Российской Федерацией Абхазии и Южной Осетии.

## Женевские дискуссии по безопасности и стабильности в Закавказье
Договорённости о прекращении огня между Россией и Грузией в августе 2008 г. затрагивали и Абхазию. В документе, подписанном президентами России и Грузии при посредничестве Франции, предусматривалось начало международных переговоров о путях обеспечения безопасности и стабильности в Абхазии и Южной Осетии. Первый раунд переговоров прошёл в Женеве 15 октября 2008 г., после чего дискуссии продолжились с разной периодичностью. В них участвовали представители Грузии, США, России, а также Абхазии и Южной Осетии. Дискуссии проходили под эгидой ООН, Евросоюза и ОБСЕ в формате двух рабочих групп — одна из них занимается вопросами безопасности и стабильности, а вторая — гуманитарными аспектами, в первую очередь проблемой беженцев и вынужденных переселенцев.
После прекращения мандата МООННГ в середине 2009 г. Женевские дискуссии остаются единственной площадкой, где происходят контакты между всеми сторонами конфликта. В феврале 2009 года здесь была достигнута договорённость о создании совместного механизма предотвращения и реагирования на инциденты, призванного «обеспечить оперативное и адекватное реагирование на ситуацию с безопасностью, включая инциденты и их расследование, безопасность жизненно важных объектов и инфраструктуры, реагирование на криминальные проявления, эффективную доставку гуманитарной помощи, а также решение любых других вопросов, которые могут затрагивать стабильность и безопасность, с особым акцентом на предотвращение инцидентов и реагирование на них».

## Проблема временно перемещённых лиц и беженцев
По данным последней Всесоюзной переписи 1989 года, в Абхазии проживало около 93 тыс. этнических абхазов (17,8 % населения), около 240 тыс. этнических грузин (45,7 %). Ещё 14,6 % приходилось на армян, 14,3 % — на русских.
В результате вооружённого конфликта 1992—1993 гг половина населения Абхазии, спасаясь от боевых действий, была вынуждена покинуть родные места.
4 апреля 1994 г. грузинской и абхазской сторонами, а также Россией и УВКБ ООН в Москве было подписано «Четырёхстороннее соглашение о добровольном возвращении беженцев и перемещённых лиц», в соответствии с которым создавалась четырёхсторонняя комиссия по организации возвращения и оценке имущественного ущерба. Этому предшествовал «Меморандум о понимании» от 1 декабря 1993 г., в котором говорилось, что стороны «обязуются создать условия для добровольного, безопасного, быстрого возвращения беженцев в места их постоянного проживания во всех районах Абхазии. Всем вернувшимся беженцам будут возвращаться покинутые ими квартиры, дома, земельные участки и имущество». Репатриация беженцев на основании этого соглашения была, однако, свёрнута уже в декабре 1994 года, и программой этой смогли воспользоваться чуть более 300 человек. За последовавшие годы несколько десятков тысяч этнических грузин (мегрелов) вернулись в Гальский район Абхазии, сделав это на свой страх и риск, без каких-либо гарантий безопасности со стороны международного сообщества или абхазских властей. 
В результате «шестидневной войны» мая 1998 года почти все они вновь покинули свои жилища и бежали в Зугдиди, на территорию, подконтрольную Грузии. При этом абхазские силы сожгли около 1600 домов местных жителей.
В начале 1999 г. абхазские власти в одностороннем порядке открыли возвращение в Гальский район. Многие семьи действительно стали возвращаться, поначалу уходя ночевать на грузинскую сторону или проводя в районе только теплое время года, чтобы обрабатывать землю и присматривать за домами (или тем, что от них осталось в результате боевых действий).
Новый крупный конфликт произошёл в августе 2008 года. 10—12 августа абхазские вооружённые силы провели операцию по установлению контроля над верхней частью Кодорского ущелья, остававшейся под контролем грузинской стороны со времён войны 1992—1993 гг. В результате около 2 тыс. грузин (сванов) покинули свои дома и ушли вместе с отступавшими грузинскими войсками.
По состоянию на 2011 год, около 47 тысяч внутренне перемещённых лиц — жителей Гальского района Абхазии смогли вернуться в родные места. Процесс возвращения происходил стихийно, без предоставления международных гарантий безопасности и свободного доступа к целому ряду гражданских и политических прав. Среди ключевых проблем, которые до сих пор не нашли решения, — обеспечение права на безопасное и достойное возвращение на территорию Абхазии для ещё 200 тысяч беженцев и внутренне перемещённых лиц, обеспечение прав вернувшегося грузинского населения Гальского района, включая свободу передвижения и доступ к образованию на родном языке.
Абхазские власти не возражают против возвращения части жителей в Гальский район, но не допускают возвращения в другие районы. При этом абхазская и грузинская стороны расходятся как в оценках числа внутренне перемещённых лиц, так и в самом определении этого понятия. Так, грузинские власти относят к вынужденным переселенцам практически всех грузинских жителей Гальского района, даже если они уже вернулись, поскольку им не было обеспечено безопасное и достойное возвращение, в то время как абхазские власти считают вернувшимся любого человека, вновь поселившегося в Гальском районе. УВКБ ООН приводит данные министерства Грузии по делам беженцев и расселению, согласно которым на конец 2009 г. официально насчитывалось 212 113 перемещённых лиц из Абхазии, однако эта цифра включает и стихийно вернувшихся в Гальский район. Абхазская сторона оценивает число перемещённых лиц примерно в 150 тыс. человек (не учитывая тех, кого она считает вернувшимися).